# Dolor y gloria
Dolor y gloria, ook bekend onder de Engelstalige titel Pain & Glory, is een Spaanse dramafilm uit 2019 die geschreven en geregisseerd werd door Pedro Almodóvar. De hoofdrollen worden vertolkt door Antonio Banderas, Asier Etxeandia, Penélope Cruz en Julieta Serrano.

## Verhaal
Salvador Mallo is een regisseur die over zijn hoogtepunt heen is en met pijn, depressies en angsten kampt. Enkele persoonlijke reünies, een door hem geschreven theatermonoloog en heroïne, die hij neemt om zijn fysieke pijn te verzachten, brengen een reeks oude herinneringen naar boven. Zo blikt hij terug op onder meer zijn jeugd, zijn band met zijn moeder, zijn religieuze opvoeding, zijn seksualiteit en grote liefdes.

## Rolverdeling
| Acteur             | Personage                          |
| ------------------ | ---------------------------------- |
| Antonio Banderas   | Salvador Mallo                     |
| Penélope Cruz      | Jacinta / Madre (jongere leeftijd) |
| Raúl Arévalo       | Padre (jongere leeftijd)           |
| Leonardo Sbaraglia | Federico                           |
| Asier Etxeandia    | Alberto Crespo                     |
| Asier Flores       | Salvador Mallo (jongere leeftijd)  |
| Julieta Serrano    | Madre (oudere leeftijd)            |
| Cecilia Roth       | Zulema                             |
| Nora Navas         | Mercedes                           |
| Rosalía            | Rosita                             |

## Productie
In april 2018 raakte bekend dat filmmaker Pedro Almodóvar met Antonio Banderas en Penélope Cruz zou samenwerken aan de productie van Dolor y gloria. De drie hadden eerder al samengewerkt aan de komedie Los amantes pasajeros (2013). Almodóvar verklaarde dat de film ging over onder meer de 'moeilijkheid om werk en leven gescheiden te houden' en hoe 'film het verleden in beweging brengt en het naar het heden overhevelt'.
De opnames gingen op 16 juli 2018 van start en eindigden op 15 september 2018. Er werd gefilmd in onder meer Paterna, in de provincie Valencia. Hoofdrolspeler Antonio Banderas verklaarde in juli 2018 dat Dolor y gloria zowel een blik op de geschiedenis van cinema als Spanje werpt. De film vertoont ook enkele inhoudelijke en thematische gelijkenissen met 8½ (1963) van de Italiaanse regisseur Federico Fellini. De film over een ouder wordende filmmaker wordt ook beschouwd als het derde luik in Almodóvars officieuze trilogie van gedeeltelijk autobiografische films. De overige twee films uit de trilogie zijn La ley del deseo (1987) en La mala educación (2004).
Op 31 januari 2019 werd de eerste trailer van de film vrijgegeven. Op 13 maart 2019 ging de film in première in Madrid.

## Ontvangst

### Recensies
Op Rotten Tomatoes geeft 97% van de 260 recensenten de film een positieve recensie, met een gemiddelde score van 8,31/10. Website Metacritic komt tot een score van 88/100, gebaseerd op 42 recensies, wat staat voor "Universal acclaim" (universele toejuiching).

### Prijzen en nominaties
Een selectie:
| Jaar | Evenement                       | Categorie                | Genomineerde                                 | Resultaat   |
| ---- | ------------------------------- | ------------------------ | -------------------------------------------- | ----------- |
| 2019 | Cannes (72ste editie)           | Gouden Palm              | Pedro Almodóvar                              | Genomineerd |
| 2019 | Cannes (72ste editie)           | Beste acteur             | Antonio Banderas                             | Gewonnen    |
| 2020 | Premios Goya (34ste uitreiking) | Beste film               | Dolor y gloria                               | Gewonnen    |
| 2020 | Premios Goya (34ste uitreiking) | Beste regisseur          | Pedro Almodóvar                              | Gewonnen    |
| 2020 | Premios Goya (34ste uitreiking) | Beste acteur             | Antonio Banderas                             | Gewonnen    |
| 2020 | Premios Goya (34ste uitreiking) | Beste actrice            | Penélope Cruz                                | Genomineerd |
| 2020 | Premios Goya (34ste uitreiking) | Beste mannelijke bijrol  | Asier Etxeandia                              | Genomineerd |
| 2020 | Premios Goya (34ste uitreiking) | Beste mannelijke bijrol  | Leonardo Sbaraglia                           | Genomineerd |
| 2020 | Premios Goya (34ste uitreiking) | Beste vrouwelijke bijrol | Julieta Serrano                              | Gewonnen    |
| 2020 | Premios Goya (34ste uitreiking) | Beste origineel scenario | Pedro Almodóvar                              | Gewonnen    |
| 2020 | Premios Goya (34ste uitreiking) | Beste camerawerk         | José Luis Alcaine                            | Genomineerd |
| 2020 | Premios Goya (34ste uitreiking) | Beste montage            | Teresa Font                                  | Gewonnen    |
| 2020 | Premios Goya (34ste uitreiking) | Beste artdirector        | Antxón Gómez                                 | Genomineerd |
| 2020 | Premios Goya (34ste uitreiking) | Beste productiemanager   | Toni Novella                                 | Genomineerd |
| 2020 | Premios Goya (34ste uitreiking) | Beste geluid             | Sergio Bürmann, Pelayo Gutiérrez, Marc Orts  | Genomineerd |
| 2020 | Premios Goya (34ste uitreiking) | Beste kostuums           | Paola Torres                                 | Genomineerd |
| 2020 | Premios Goya (34ste uitreiking) | Beste grime en haarstijl | Ana Lozano, Sergio Pérez Berbel, Montse Ribé | Genomineerd |
| 2020 | Premios Goya (34ste uitreiking) | Beste filmmuziek         | Alberto Iglesias                             | Gewonnen    |